# Два гусара (повесть)
«Два гуса́ра» — повесть Льва Толстого, впервые опубликованная с посвящением М. Н. Толстой, сестре автора, в 1856 году в пятом номере журнала «Современник».
Повесть написана с 12 марта по 14 апреля 1856 года (авторская дата в рукописи — 11 апреля). Первоначальное название «Отец и сын» было заменено по предложению Николая Некрасова.

## Сюжет
Эпиграф — из «Песни старого гусара» Дениса Давыдова.
Сюжет повести основан на противопоставлении нравов начала (первая половина повести) и середины XIX века (вторая половина).
В 1820-е годы знаменитый гусар граф Фёдор Турбин прибывает в провинциальный город, здесь в гостинице он встречает корнета Ильина, который, несмотря на предупреждение графа о том, что его карточный партнёр — шулер, проигрывает доверенные ему полковым командиром казённые деньги. Ильин в отчаянии, он думает о самоубийстве. Турбин выручает корнета, расправившись с обыгравшим Ильина шулером и отобрав проигранные деньги. При этом Турбин не забывает широко кутить, ухаживать (успешно) за молодой вдовой Анной Фёдоровной.
Действие второй половины повести происходит в 1848 году. В поместье Анны Фёдоровны останавливается гусар, сын графа Фёдора Турбина, с товарищем, корнетом Полозовым, находящимся под его сильным влиянием. Анна Фёдоровна взволнована встречей с сыном знаменитого гусара. Турбин в карты обыгрывает хозяйку на довольно большую сумму, пытается добиться свидания и близости с дочерью хозяйки Лизой. Неправильно истолковав слова Лизы как приглашение в спальню, Турбин ночью пытается залезть к ней через окно, но отвергнут. Он рассказывает об этой попытке корнету, тот возмущён поведением Турбина, они ссорятся.

## Персонажи
- Фёдор Иванович Турбин, граф, гусар
- Михаил Васильевич Ильин, уланский корнет
- Завальшевский, «кавалерист», брат Анны Фёдоровны
- Анна Фёдоровна Зайцева, вдова, сестра Завальшевского
- Лухнов, помещик, шулер
- Турбин-младший, граф, гусар, сын Фёдора Турбина
- Лиза, дочь Анны Фёдоровны
- Полозов, корнет

## Критика
Уже в рукописи повесть была восторженно встречена Тургеневым, Некрасовым, Боткиным.
В статье «„Метель“. — „Два гусара“ повести графа Л. Н. Толстого» Дружинин писал: «всё произведение вышло … прекрасной повестью в двух отделениях, изобильною значительными красотами и страницами крайне поэтическими.» «Поэтическое зеркало графа Толстого поражает своею беспримерною чистотою, оттого мы, не обинуясь, признаём нашего автора одним из писателей наших, предназначенных на наиболее блистательную будущность».
Положительно оценил повесть и Чернышевский. В статье «Детство и отрочество. Сочинение графа Л. Н. Толстого, СПБ. 1856. Военные рассказы Графа Л. Н. Толстого. СПБ. 1856» он писал, что «в „Записках маркёра“ и „Двух гусарах“ он снова сделал шаг вперёд».
Повесть — одно из первых произведений Толстого, переведённых на другой язык. В 1875 году был опубликован французский перевод с предисловием Тургенева («Le Temps», 1875, № 5047, 10 fevrier). В нём Тургенев писал: «этот рассказ даёт довольно точное понятие о манере графа Льва Толстого».

## Экранизация
- В 1919 году по повести снят немой фильм "Два гусара" в ателье А. Ханжонкова режиссёром  Иваном Перестиани, премьера прошла 28 сентября 1923 года в Москве. Фильм не сохранился[5].
- В 1984 году в СССР вышел фильм «Два гусара», снятый режиссёром Вячеславом Криштофовичем на киностудии имени А. Довженко. Роли и отца и сына Турбиных исполнил Олег Янковский.
- В 2012 году по мотивам повести Толстого вышел фильм американского режиссёра Бернарда Роуза «2 Джека[англ.]»

## Влияние
Из пролога повести «Два гусара» с монтажом событий, людей, явлений всех сфер жизни одной эпохи журналист Леонид Парфёнов придумал цикл документальных телевизионных передач «Намедни», а также одноименный книжный проект.